# Bas Dong Nai
Das Vulkanfeld Bas Dong Nai, auch bekannt unter dem Namen Xuan Loc Plateau, liegt in Südost-Vietnam, östlich von Ho-Chi-Minh-Stadt (Saigon). Es ist das südlichste Vulkanfeld Vietnams. Der Vulkankegel Suzanna Mount hat eine Höhe von 180 Metern.
Es liegen keine gesicherten wissenschaftlichen Daten über Ausbrüche vor.

## Quelle
- Bas Dong Nai im Global Volcanism Program der Smithsonian Institution (englisch)